# Alfred Croiset
Marie Joseph Alfred Croiset, född 1845, död 1923, var en fransk klassisk filolog. Han var bror till Maurice Croiset.
Croiset blev professor i grekisk vältalighet vid Sorbonne 1885, och har bland annat författat La poésie de Pindare (2:a upplagan 1886) och Histoire de la littérature grecque (5 band, 1887–1899, flera senare upplagor).